# 台灣文蛤
台灣文蛤（學名：Meretrix taiwanica），又稱蚶仔、粉蛲，是簾蛤科文蛤屬的一種。主要分布于臺灣西部海岸和中国南部到越南北部海岸一带。此种为台湾的原生种，当地年产逾四万吨。

## 發現過程
2017年，中国科学家发现中华文蛤（M. petechialis）有遗传学孤立的南北两分支，分布范围的分界线在福建一带。
2019年，台灣漁民反映淡水河產文蛤捕撈量逐年下滑，偶有暴斃事件。行政院農業委員會水產試驗所研究人員蕭聖代和莊世昌進而展開文蛤棲地調查及復育工作。調查過程中，經分子生物技術基因鑑定發現，台灣養殖的“文蛤”并非之前认为的麗文蛤（M. lusoria），而是一个分开的原生物种。新种和之前发现的南部分支是同一种群。
此發現於2023年3月正式發表於《軟體動物研究》中，並將新種命名成「台灣文蛤」（M. taiwanica）。

## 養殖
1980年代，台灣水產試驗所開發人工育苗技術以取代天然苗種，此後台灣文蛤在台灣西部海岸大量養殖。據2022年統計，台灣在該年養殖面積約9千公頃，產量約5萬5千公噸，當中養殖面積與產量皆以雲林縣為最。

## 外部連結
- 維基物種上的相關：台灣文蛤